# Sjarhej Alejnikaw
Sjarhej Alejnikaw (Wit-Russisch: Сяргей Алейнікаў; Russisch: Сергей Алейников) (Minsk, 7 november 1961) is een voormalig Wit-Russisch voetballer en trainer. Tot 1991 kwam hij uit voor de Sovjet-Unie. Hij is ook bekend onder zijn Russische naam Sergej Alejnikov. In 2003 werd hij tijdens de UEFA Jubilee Awards verkozen tot beste Wit-Russische voetballer van de afgelopen vijftig jaar.

## Biografie
Alejnikov begon zijn carrière bij Dinamo Minsk, waarmee hij in 1982 de landstitel veroverde. In 1989 ging hij naar het Italiaanse Juventus en won daar in 1990 de beker en de UEFA Cup mee. Na nog twee jaar bij Lecce ging hij voor het Japanse Gamba Osaka spelen.
Hij debuteerde in 1984 in het nationale elftal. Op het WK 1986 scoorde hij de 2-0 tegen Hongarije. Vanaf 1992 kwam hij uit voor het Wit-Russisch nationaal elftal. In totaal speelde hij 81 interlands, waarin hij 6 keer scoorde.